# Wingsbach
Wingsbach is een plaats in de Duitse gemeente Taunusstein, deelstaat Hessen, en telt 780 inwoners (2008).